# Pontus Farnerud
Pontus Farnerud (ur. 4 czerwca 1980 roku w Helsingborgu) – szwedzki piłkarz występujący na pozycji pomocnika. Od 2014 gra w Glumslövs FF. Jego brat, Alexander, również jest zawodowym piłkarzem.

## Kariera klubowa
Pontus Farnerud swoją piłkarską karierę rozpoczynał w drużynie Landskrona BoIS, dla której od 1996 do 1998 roku rozegrał 55 meczów i zdobył czternaście goli. Następnie wyjechał ze Szwecji do Francji, gdzie podpisał kontrakt z AS Monaco. W nowym klubie grał do 2003 roku i w tym czasie zdołał rozegrać 70 spotkań. Razem z zespołem czerwono-białych w 2000 roku sięgnął po mistrzostwo Francji. Później przeniósł się do RC Strasbourg, dla którego zaliczył 30 występów. W 2004 roku Farnerud powrócił do AS Monaco, by wystąpić tam w 24 meczach. W kolejnych rozgrywkach ponownie zasilił Strasbourg i rozegrał dla tej drużyny 32 spotkania. W 2006 roku Farnerud został piłkarzem Sportingu CP. Przez dwa sezony wystąpił tylko w 23 meczach w lidze, wywalczył Puchar Portugalii oraz dwa razy Superpuchar Portugalii. W 2008 roku szwedzki gracz odszedł do Stabæk Fotball i razem z nim wywalczył pierwsze w historii klubu mistrzostwo Norwegii. W 2012 roku przeszedł do IFK Göteborg. Obecnie jest zawodnikiem Glumslövs FF.

## Kariera reprezentacyjna
Razem z reprezentacją Szwecji Farnerud wystąpił na Mistrzostwach Świata 2002 oraz na Mistrzostwach Europy 2004. Na obu tych imprezach Szwedzi wychodzili ze swojej grupy z pierwszego miejsca, by odpaść z turnieju już w następnej rundzie. Farnerud wcześniej występował w drużynie narodowej do lat 21. W pierwszej reprezentacji debiut zaliczył 13 lutego 2002 w zremisowanym 2:2 towarzyskim meczu z Grecją.

## Sukcesy
AS Monaco
- Mistrzostwo Francji: 2000

Sporting CP
- Puchar Portugalii: 2007
- Superpuchar Portugalii: 2007, 2008

Stabæk Fotball
- Mistrzostwo Norwegii: 2008